# 장다현

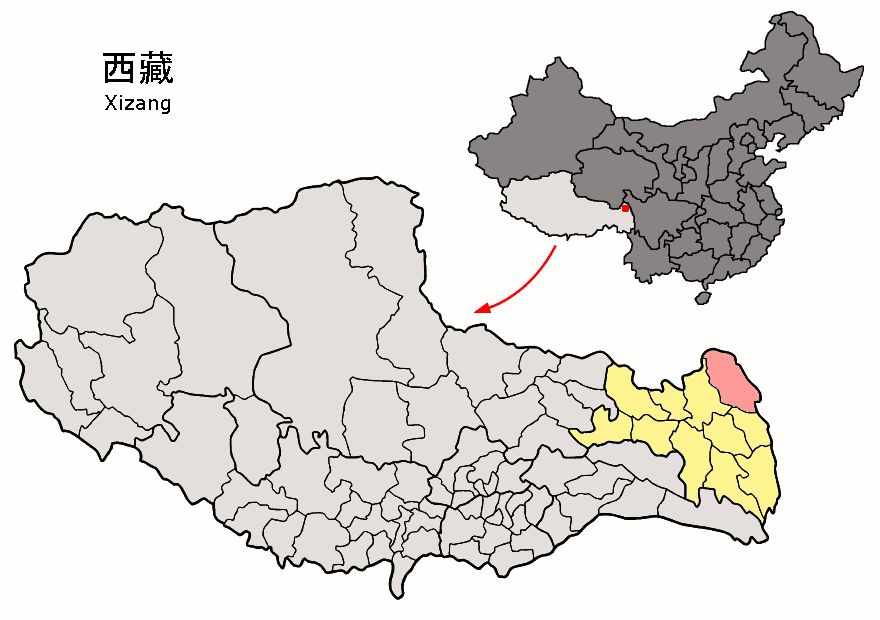
좀다 현의 위치

장다현(티베트어: འཇོ་མདའ་རྫོང་ 좀다 종, 중국어: 江达县, 병음: Jiāngdá Xiàn)은 티베트 자치구 창두 지구의 현급 행정구역이다. 넓이는 13200km2이고, 인구는 2007년 기준으로 80,000명이다.

## 지리
평균해발고도는 3100m이다. 연평균 기온은 4.5°C이고 연평균 강수량은 548.5mm이다.

## 행정 구역
2개 진, 11개 향을 관할한다.
- 진: 江达镇, 岗托镇.
- 향: 邓柯乡, 岩比乡, 卡贡乡, 生达乡, 娘西乡, 字呷乡, 青泥洞乡, 汪布顶乡, 德登乡, 同普乡, 波罗乡.